# Свобода воли
Свобо́да во́ли (греч. τὸ αὐτεξούσιον или τὸ ἐφ᾽ ἡμῖν; лат. liberum arbitrium) — способность человека без принуждения делать выбор между возможными способами действий.
В философии с давних пор ведётся спор о существовании свободы воли, её определении и природе. Существуют две противоположные позиции:
- метафизический либертарианизм — утверждение, что детерминизм неверен и, таким образом, свобода воли существует или по меньшей мере возможна,
- жёсткий детерминизм — утверждение о том, что детерминизм верен и свободы воли не существует.

Обе эти позиции, если они утверждают, что детерминизм несовместим со свободой воли, классифицируются как инкомпатибилистские. Если же роль детерминизма в этом вопросе отрицается, то такие позиции называются компатибилистскими.
Принцип свободы воли имеет следствия в религии, этике и науке. К примеру, в религии свобода воли подразумевает, что желания и выбор человека могут сосуществовать с божественным всеведением. В этике существование свободы воли определяет моральную ответственность людей за свои действия. В науке изучение свободы воли может выявить способы прогнозирования человеческого поведения.

## Свобода воли идетерминизм

### Инкомпатибилизм
Позиция инкомпатибилизма заключается в том, что свобода воли и детерминизм несовместимы, и, таким образом, главный вопрос заключается в том, предопределены ли действия людей. Жёсткие детерминисты, такие как Мартин Лютер (в книге «О рабстве воли») и Поль Гольбах (в «Системе природы»), принимают позицию детерминизма и отрицают свободу воли. Метафизические либертарианцы, такие как Томас Рид или Роберт Кейн, отвергают детерминизм и считают, что свобода воли существует и какая-либо из форм индетерминизма верна. Существует также точка зрения, что свобода воли невозможна как при детерминизме, так и при индетерминизме.
Инкомпатибилист может как признавать свободу воли и отрицать детерминизм, так и отрицать свободу воли и признавать детерминизм. Философы первого типа называются либертарианцами, второго — жёсткими детерминистами, или жёсткими инкомпатибилистами. Первые делятся на сторонников некаузальных теорий, адептов событийно-причинностных концепций и теоретиков агентной каузальности.
Основной аргумент инкомпатибилистов заключается в том, что если поведение человека является механистическим, как у заводной игрушки или робота, то у людей нет свободы воли. Этот аргумент был отвергнут философом Дэниелом Деннетом на том основании, что даже если люди и имеют нечто общее с этими предметами, они всё равно могут в значительной степени от них отличаться. В свою очередь публицист и философ Сэм Харрис возражает Деннету:
Компатибилисты вроде Деннета занимаются подменой понятий. Они выдают психологическое явление — субъективный опыт сознательной личности — за концептуальное понимание себя как личности. Это прием вроде мошеннического маркетингового хода. На самом деле люди мысленно отождествляют себя с неким информационным каналом. Деннет же утверждает, что наше устройство куда сложнее — мы причастны ко всем процессам, происходящим внутри наших тел, независимо от того, сознаем мы это или нет...

В каждый момент вы принимаете бесчисленное множество неосознанных «решений», мозг в их принятии не участвует, но задействованы разные органы. Однако вы не чувствуете себя ответственными за эти «решения». Вырабатывает ли сейчас ваш организм красные кровяные тельца и пищеварительные ферменты? Разумеется, и, если бы он «решил» поступить иначе, вы стали бы скорее жертвой перемен, чем их причиной. Сказать, что вы отвечаете за все происходящее в вашем теле, потому что все это «ваше», по сути своей означает претензию, никак не связанную ни с ощущением себя как личности, ни с моральной ответственностью, хотя именно эти два фактора и придают идее свободы воли философский смысл.

Повлиять на свои желания не в моей власти. Какие у меня есть на то рычаги влияния? Другие желания? Сказать, что, будь у меня такое желание, я поступил бы иначе, равносильно признанию, что я обитал бы в иной вселенной, если бы я там обитал в действительности. Компатибилизм всего-навсего формулирует кредо: марионетка свободна до тех пор, пока ей нравится висеть на нитях...
Комментируя возражение Харриса, Деннет указывает, что Харрис направляет свои доводы против необоснованно абсолютной, «совершенной» свободы, версии компатибилизма, которую Деннет называет некогерентной, подобной соломенному чучелу, версией.
Инкомпатибилизм играет ключевую роль в идеалистической теории свободы воли. Большинство инкомпатибилистов отрицают идею о том, что свобода действия заключается исключительно в сознательности поведения. Они считают, что свобода воли подразумевает, что человек является первичной причиной своих действий. Он должен являться Causa sui в традиционном понимании. Чтобы нести ответственность за свой выбор, необходимо являться причиной этого выбора, под этим понимается, что не существует предшествующей причины для выбора. Таким образом, если свобода воли существует, то человек является первопричиной своих действий. Если же детерминизм верен, то любой выбор человека вызван событиями, которые находятся вне его контроля. Этот аргумент оспаривался различными компатибилистами.[кем?]
Кроме философских аргументов в пользу инкомпатибилизма, существуют и биологические.
Например, Сэм Харрис приводит ссылки на следующие эксперименты:
Психолог Бенджамин Либет использовал электроэнцефалограмму с целью показать, что активность в двигательных центрах коры головного мозга может быть зафиксирована за 300 миллисекунд до того, как человек почувствует, что он решил пошевелиться. Другая лаборатория продолжила его работу с использованием магнитно-резонансной томографии (МРТ). Людей просили нажать на одну из двух кнопок, в то время пока они следили за расположенными в случайной последовательности буквами, появлявшимися на экране. Они сообщали, какую букву видят в момент, когда принимают решение нажать ту или другую кнопку. Экспериментаторы обнаружили, что два определенных участка мозга участников эксперимента уже содержали информацию о том, какую кнопку нажмут эти люди, за целых 7-10 секунд до принятия сознательного решения. Дальнейшие эксперименты с прямой записью активности коры головного мозга показали, что данных об активности почти 256 нейронов достаточно, чтобы с 80-процентной точностью предсказать решение человека двинуть рукой или ногой за 700 миллисекунд до того, как это стало известно ему самому. 

...тот факт, что кто-то способен предсказывать ваши мысли и действия, намекает на то,  что ваши ощущения [свободы] иллюзорны.
Эксперименты Бенджамина Либета подвергались критике. Российский биоинформатик Михаил Гельфанд не согласен с тем, что эти эксперименты доказывают отсутствие свободы воли, поскольку неясно, почему свободой надо называть именно вербализованное намерение и почему не может быть ещё не осознанной, не высказанной свободы. Российский философ Антон Мозговой отмечает: «Наблюдение за активностью мозга позволяет заглянуть в процесс принятия решения, что позволяет предсказать его итог, однако это не доказывает, что сам процесс принятия решения предопределён».
Бенджамин Либет, который в течение своей долгой карьеры проводил эксперименты с целью доказать, что сознание является продуктом мозга, к концу жизни пришёл к заключению, что это не так, сформулировав в книге изданной в 2004 г. «Libet B. The Mind time: the temporal factor in consciousness. Cambridge, MA: Harvard University press» теорию так называемого сознающего ментального поля. Суть этой теории состоит в том, что сознание человека дислоцировано не в мозгу, а в некоем «поле», относительно которого известно лишь то, что оно находится в контакте с мозгом.

#### Метафизический либертарианизм
Метафизический либертарианизм является одной из философских позиций инкомпатибилизма. Сторонники либертарианизма считают, что концепция свободы воли подразумевает, что индивидуум в определённых обстоятельствах может сделать выбор из нескольких возможных действий.
Либертарианизм делится на нефизические и физические или естественные теории. В нефизических теориях считается, что события в мозге, приводящие к действию, не сводятся к физическим объяснениям. Подобный интеракционистский дуализм предполагает, что нефизический разум, воля или душа влияет на физическую причинность.
Некоторые метафизические либертарианисты, такие как Уильям Оккам и Томас Рид, полагают, что существование нефизического агента, ответственного за свободу, не может быть выявлено при помощи эмпирических или философских методов, поскольку в противном случае это повлекло бы за собой парадокс, так как доказательство привело бы к заключению, разрушающему необходимую свободу.

#### Жёсткий инкомпатибилизм
По мнению Джона Локка, понятие свободы воли не несёт никакого смысла (см. также теологический нонкогнитивизм, похожее положение по отношению к существованию Бога). Он считал, что истинность детерминизма не важна, и утверждал, что ключевой особенностью намеренного поведения является то, что люди могут откладывать решение достаточно долго, чтобы обдумать и осмыслить последствия выбора: «…воля, в действительности, означает лишь возможность выбора или предпочтений».
Современный философ Гален Стросон согласен с Локком в том, что истинность детерминизма не имеет значения в данном вопросе. Он считает, что концепция свободы воли ведёт к бесконечному регрессу и потому бессмысленна. Согласно Стросону, если кого-то считать ответственным за то, что он делает в текущей ситуации, то он должен быть ответственен и за собственное ментальное состояние. Однако это невозможно, поскольку для того, чтобы быть ответственным за состояние S, необходимо быть также ответственным и за состояние S−1, и, соответственно, нужно быть ответственным и за состояние S−2 и так далее. В определённый момент в этой цепочке должен быть момент порождения новой причинной цепочки, но человек не может создать себя и своё состояние из ничего. Из этого аргумента вытекает, что сама по себе свобода воли абсурдна, а не то, что она несовместима с детерминизмом. Стросон называет такую позицию пессимистической, но её можно также классифицировать как жёсткий инкомпатибилизм.

### Компатибилизм
Компатибилисты утверждают, что детерминизм совместим со свободой воли. Хотя, возможно, точнее было бы сказать, что компатибилисты определяют свободу воли таким образом, что она может сосуществовать с детерминизмом. С позиции компатибилистов, свобода может существовать или отсутствовать по соображениям, не связанным с метафизикой. К примеру, в суде оценивают, действовал ли человек по своей воле, без привлечения метафизики. Точно так же и политическая свобода не является метафизической концепцией. Подобным образом и компатибилисты определяют свободу воли как свободу действия в соответствии с собственными мотивами, без вмешательства других людей. В противоположность, позиция инкомпатибилистов связана с некой метафизической свободой воли. Компатибилисты утверждают, что истинность детерминизма не имеет значения, имеет значение лишь то, что воля человека является следствием его собственных желаний и не определена внешними условиями.
Компатибилисты часто определяют свободу воли как наличие у агента свободы действия. Артур Шопенгауэр писал: «Человек может делать то, что он желает, но не может желать что ему желать». Другими словами, несмотря на то, что агент может обладать свободой действия согласно собственному мотиву, природа этого мотива предопределена.
Юм отмечает, что свобода воли с точки зрения компатибилизма не подразумевает возможности сделать иной выбор в идентичной ситуации. Компатибилисты считают, что человек всегда принимает единственное действительно возможное решение. Любое упоминание альтернатив является исключительно гипотетическим.

#### Свобода воли как непредсказуемость
В своей книге Elbow Room Деннет аргументирует в пользу компатибилистской теории свободы воли, эти же идеи он впоследствии развил в книге Freedom Evolves. Основная идея заключается в том, что если исключить Бога, всезнающего демона и прочие подобные возможности, то вследствие хаоса и пределов наших знаний о текущем состоянии мира будущее является плохо определённым для всех конечных существ. Ожидания же, в свою очередь, определены хорошо. Возможность совершать альтернативное действие может иметь смысл только по отношению к этим ожиданиям, а не к неопределённому и неизвестному будущему.
Согласно Деннету, поскольку индивидуумы могут действовать отлично от чьих-либо ожиданий, свобода воли существует. Инкомпатибилисты указывают, что проблема этой идеи заключается в том, что мы можем являться лишь автоматами, реагирующими предсказуемым образом на стимулы в нашей среде.

### Другие взгляды
Не все философы признают существование свободы воли. Так, по мнению известного физиолога Роберта Сапольского, к числу философов, отрицающих существование свободы воли относятся Грег Карузо, Дерк Перебум, Нил Леви (Neil Levy ) и Гален Стросон.
Взгляды некоторых философов не попадают под классификацию компатибилизма или инкомпатибилизма. К примеру, Тэд Хондерих считает, что детерминизм верен, однако инкомпатибилизм и компатибилизм — нет, и проблема в действительности заключается в другом. Хондерих заключает, что детерминизм верен, поскольку квантовые процессы не могут быть определены в пространстве и времени. Даже если бы они являлись событиями на микроуровне, нет оснований считать, что они играют заметную роль на макроуровне. Он считает, что инкомпатибилизм ложен даже если верен детерминизм, и индетерминисты не могут дать обоснование происхождению воли. Он отрицает компатибилизм, поскольку тот оперирует лишь одним понятием свободы. В действительности же понятия свободы два: намеренность действия и происхождение воли. Оба понятия необходимы, чтобы объяснить свободу воли и ответственность. Если же мы откажемся от этих понятий, то откажемся и от моральной ответственности. С одной стороны, у нас есть интуиция, с другой — научные факты. И проблема заключается в разрешении конфликта между ними.

#### Свобода воли как иллюзия
Дэвид Юм рассматривал возможность, что весь спор о свободе воли является лишь словесным. Он предположил, что объяснением может служить ложное чувство или кажущийся опыт, который ассоциирован с нашими действиями, когда мы их производим. В ретроспекции же мы понимаем, что они были необходимы и предопределены изначально.
Шопенгауэр писал: «Каждый может поступать так, как желает, но в любой момент времени он может желать только нечто одно определённое и ничего другого, кроме этого».

#### Свобода воли как прагматически полезная концепция
Взгляды Уильяма Джеймса были амбивалентны: хотя он верил в свободу воли на этических основаниях, он не считал, что для этого есть какие-либо научные предпосылки, и его личные размышления её тоже не поддерживали. Более того, он считал, что индетерминизм человеческих поступков не  нужен для возложения моральной ответственности. Детерминизм, по его мнению, подрывает мелиоризм — идею о том, что прогресс реален и может принести улучшение в этот мир.

## Свобода воли в науке

### Физика
В ранних научных идеях часто представляли вселенную детерминированной — к примеру, так считали Демокрит и Локаята — и некоторые мыслители утверждали, что наличие достаточной информации позволит им предсказывать будущие события с абсолютной точностью. Однако современная наука является комбинацией детерминистических и стохастических теорий. Квантовая механика предсказывает события только в вероятностных терминах, ставя под сомнение, является ли вселенная детерминированной. Современные теории не могут разрешить вопрос, истинен ли детерминизм, не являются Теорией всего и имеют множество интерпретаций (см. интерпретация квантовой механики).
С точки зрения физикализма предполагается, что законы квантовой механики предоставляют полное вероятностное описание движения частиц, вне зависимости от того, существует ли свобода воли. Подобные идеи описывает физик Стивен Хокинг в книге 2010 года «Высший замысел». По мнению Хокинга, молекулярные основы биологии указывают на то, что люди являются своего рода сложными биологическими машинами, и хотя на практике наше поведение невозможно в точности предсказать, свобода воли всего лишь иллюзия. Другими словами, Хокинг считает, что свобода воли может существовать только в компатибилистской интерпретации.
Другой позиции придерживается М. Бикхард. Ссылаясь на ряд авторов (Стивен Вайнберг, Джон Эйчисон, Герберт Браун, Ром Харре, Пол Дэвис, Деннис Уильям) он утверждает, что «квантовая теория поля сдвигает основную онтологию Вселенной от частиц к квантовым полям». С этой точки зрения не частицы являются факторами причинных цепочек, поднимающихся из микро- в макромир, а поля определяют поведение частиц. Полевые же воздействия могут быть инициированы на любом уровне и нельзя указать уровень, выше которого нельзя оказать воздействия на частицы самых нижних уровней.

### Генетика
Биологи часто рассматривают вопросы, связанные со свободой воли. Одной из наиболее напряжённых дискуссий является Социогенетизм или биогенетизм, суть которой заключается в относительной важности влияния генетики и биологии по отношению к культуре и среде на развитие и поведение человека. Многие исследователи считают, что многие аспекты поведения человека могут быть объяснены при помощи генов, эволюционной истории и мозга человека. Такая точка зрения вызывает беспокойство, что в такой ситуации люди не могут нести ответственность за своё поведение. Стивен Пинкер считает, что боязнь детерминизма в вопросах генетики и эволюции является ошибкой, и не стоит путать объяснение с оправданием. Для ответственности не требуется, чтобы поведение было беспричинным, до тех пор пока оно реагирует на похвалу и наказание. Более того, не вполне очевидно, что влияние среды несёт меньшую угрозу свободе воли, чем генетика.

### Неврология и психиатрия
Известно несколько расстройств, связанных с работой мозга, при которых действия не находятся полностью под контролем субъекта. Хотя сами по себе такие расстройства не опровергают существование свободы воли, изучение таких состояний могут помочь в разработке моделей и понимании того, как мозг создает подобные ощущения.
Одним из важных диагностических симптомов шизофрении является иллюзия нахождения под контролем внешнего воздействия. Люди, страдающие шизофренией, иногда описывают свои ощущения, как если бы определённые производимые ими действия не были ими инициированы или не находились под их контролем. Такие ощущения иногда сравнивают с состоянием робота, находящегося под чьим-то контролем. Хотя механизмы шизофрении на данный момент малоизвестны, существует гипотеза, что галлюцинации и иллюзия контроля появляются вследствие неправильной работы систем мозга, отвечающих за сверку двигательных команд и сигналов, получаемых от тела.
Концепция свободы воли лежит в основе метода логотерапии, разработанного выдающимся австрийским психологом Виктором Франклом.

### Детерминизм и эмерджентное поведение
В некоторых философиях когнитивных наук и эволюционной психологии предполагается, что свободы воли не существует. При этом создается иллюзия свободы воли вследствие необходимости [чьей?] создания сложного поведения при взаимодействии конечного набора правил и параметров. Таким образом, ощущение свободы воли возникает вследствие непредсказуемости получаемого из детерминистических процессов поведения, при этом предполагается, что свобода воли как сущность не существует. С этой точки зрения, даже если поведение и может быть просчитано заранее, самым простым способом всегда будет наблюдение за результатами вычислений мозга.
Примером могут служить некоторые игры, в которых есть набор жёстких правил, а вся информация открыта любому игроку и никаких случайных событий в игре не происходит. Тем не менее, стратегия таких игр как шахматы и, в особенности, го, несмотря на простой набор определённых правил, может иметь огромный набор непредсказуемых ходов. По аналогии полагают, что ощущение свободы воли возникает при взаимодействии конечного набора правил и параметров, генерирующих бесконечное и непредсказуемое поведение. Но если бы существовал способ учесть и рассчитать все события, то кажущееся непредсказуемым поведение стало бы предсказуемым.

## Свобода воли в религии
В буддизме считается, что свобода воли прямо связана с концепцией кармы. Согласно последней концепции, у кармы существуют две части: дайва (судьба) и пуруша-кара («человеческое действие»). Первая часть кармы связана с прошлыми поступками и является частью, которую человек не может изменить. Вторая часть является «свободной инициативой», с помощью которой человек может действовать таким образом, чтобы создать условия для изменения будущего. Буддолог В. Г. Лысенко указывает, что свобода выбора в буддизме является «объективным» событием, появляющимся вследствие действия прочих внешних и внутренних событий. Сам Будда наиболее значительным оппонентом для себя называл Маккхали Госалу, главу школы адживиков. Госала являлся абсолютным фаталистом, отрицавшим какую-либо свободу воли, и ставил в основу своего учения утверждение «Старания человека бесполезны», связанное с понятием ньяти («предопределение», «судьба»). Фатализм ньяти Будда считал наиболее опасным из всех заблуждений.
Часто считают[кто?], что в авраамических религиях теологическая доктрина о божественном всеведении противоречит свободе воли. Поскольку если Бог знает всё, что произойдет, вплоть до любого возможного выбора, то такой выбор вряд ли можно назвать свободным. Если Бог обладает вневременным знанием о выборе каждого человека, то кажется это должно ограничивать свободу. Эту проблему связывают с проблемой морского сражения, описанной Аристотелем: завтра может либо произойти сражение, либо не произойти. Если оно произойдет, то возможно это было истинным уже вчера. Тогда то, что сражение произойдет, является необходимым. Если же оно не произойдет, то по такой же логике является необходимым, что оно не произойдет. Таким образом будущее, каким бы оно ни было, полностью предопределено предыдущими истинами.
Однако некоторые философы следуют Уильяму Оккаму, считая, что необходимость и возможность определены по отношению к определённым временным рамкам и данной матрице эмпирических обстоятельств, и тогда то, что может казаться возможным наблюдателю, может являться необходимым для всеведующего. Некоторые философы следуют Филону, который считал, что свобода воли является особенностью человеческой души и, таким образом, отсутствует у других животных.
Иоанн Дамаскин считал, что «Бог всё предвидит, но не всё предопределяет». Бог, по мнению Иоанна Дамаскина, предвидит то, что находится в нашей власти, но не предопределяет этого.
Философ Сёрен Къеркегор утверждал, что божественное всемогущество не может идти в разрыв с божественным великодушием. И, как истинно всеведующее и добродетельное существо, Бог мог создать существ с полной свободой от Бога. Более того, Бог мог сделать так, поскольку самое лучшее, что может дать Бог — это наградить свободой.
Среди русских мыслителей 19-20 вв. проблематикой свободы человека занимался Н. А. Бердяев.

## Вера в свободу воли
Проводилось несколько исследований, в которых пытались выяснить, придерживаются ли люди инкомпатибилистских взглядов на свободу воли. Эдди Намиас обнаружил, что инкомпатибилизм не является интуитивным и детерминизм не отменяет моральную ответственность. Эдвард Кокли пришёл к выводу, что инкомпатибилизм интуитивен и детерминизм всё-таки отменяет ответственность. Другие исследователи предположили, что взгляды на инкомпатибилизм во многом зависят от обстоятельств, насколько тот или иной поступок вызывает эмоциональный отклик. Они пришли к выводу, что свобода воли является универсальной концепцией, и что большинство участников исследования считают, что (a) вселенная недетерминистична и (b) моральная ответственность не совместима с детерминизмом.
Некоторые исследования указывают на то, что вера людей в свободу воли противоречива. Эмили Пронин и Мэттью Куглер пришли к выводу, что люди верят в то, что обладают большей свободой воли, чем другие.
Исследователи также выяснили, что люди рассматривают действия более свободными если человек противостоит внешним силам, планирует, или совершает случайные действия. Интересно, что «случайные» действия могут быть невозможны. Когда участников просили выполнять задачи в случайной манере (к примеру, генерирование случайных чисел), их поведение выявляло множество паттернов.